# Liste de films français sortis dans les années 2020

Voici les films du cinéma français des années 2020. Cette liste comporte les films ayant dépassé le million d'entrée au Box-office, classés ici dans l'ordre du Box-office.

## 2020
- Adieu les cons d'Albert Dupontel
- Ducobu 3 d'Élie Semoun
- 30 Jours max de Tarek Boudali
- 10 jours sans maman de Ludovic Bernard
- Les Blagues de Toto de Pascal Bourdiaux

## 2021
- Kaamelott : Premier Volet d'Alexandre Astier
- Les Tuche 4 d'Olivier Baroux
- BAC Nord de Cédric Jimenez
- Les Bodin's en Thaïlande de Frédéric Forestier
- OSS 117 : Alerte rouge en Afrique noire de Nicolas Bedos
- Eiffel de Martin Bourboulon
- Aline de Valérie Lemercier
- Boîte noire de Yann Gozlan
- Le Loup et le Lion de Gilles de Maistre
- Illusions perdues de Xavier Giannoli

## 2022
- Simone, le voyage du siècle d'Olivier Dahan
- Qu'est-ce qu'on a tous fait au Bon Dieu ? de Philippe de Chauveron
- Novembre de Cédric Jimenez
- Maison de retraite de Thomas Gilou
- Super-héros malgré lui de Philippe Lacheau
- En corps de Cédric Klapisch
- Vaillante de Laurent Zeitoun et Théodore Ty
- Ducobu président ! d'Élie Semoun

## 2023
- Astérix et Obélix : L'Empire du Milieu de Guillaume Canet
- Alibi.com 2 de Philippe Lacheau
- Les Trois Mousquetaires : D'Artagnan de Martin Bourboulon
- Les Trois Mousquetaires : Milady de Martin Bourboulon
- Chasse gardée d'Antonin Fourlon et Frédéric Forestier
- Anatomie d'une chute de Justine Triet
- 3 Jours max de Tarek Boudali
- Miraculous, le film de Jérémy Zag
- Les SEGPA au ski de Ali Bougheraba et Hakim Bougheraba
- La Tresse de Laetitia Colombani
- Tirailleurs de Mathieu Vadepied
- Je verrai toujours vos visages de Jeanne Herry
- Le Règne animal de Thomas Cailley
- Mon crime de François Ozon
- Sur les chemins noirs de Denis Imbert

## 2024
- Un p'tit truc en plus d'Artus
- Le Comte de Monte-Cristo de Matthieu Delaporte et Alexandre de La Patellière
- L'Amour ouf de Gilles Lellouche
- En fanfare d'Emmanuel Courcol
- Monsieur Aznavour de Mehdi Idir et Grand Corps Malade
- Cocorico de Julien Hervé
- Maison de retraite 2 de Claude Zidi Jr.
- Emilia Pérez de Jacques Audiard
- Chien et Chat de Reem Kherici
- Ducobu passe au vert d'Élie Semoun
- Le Dernier Jaguar de Gilles de Maistre